# Talunggletscher
Der Talunggletscher ist ein etwa 12 km langer Gletscher im Himalaya im Westen von Sikkim in Indien.

## Lage
Der Talunggletscher hat sein Nährgebiet an der Ostflanke des Talung (7349 m) auf einer Höhe von etwa 6500 m. Der Gletscher strömt anfangs etwa 5 km in Richtung Nordnordost. Er vereinigt sich mit einem Seitenarm, der von der Südflanke des Kangchendzönga-Südgipfels (8476 m) herabströmt. Im Süden erhebt sich der Goecha Peak (6127 m). Der Yalunggletscher strömt noch etwa 5,5 km in Richtung Südost und endet auf einer Höhe von ungefähr 4200 m. Der Talunggletscher speist den Talung Chu, ein rechter Nebenfluss der Tista. Der Talunggletscher hat eine Fläche von ungefähr 20 km². Die mittlere Gletscherbreite im unteren Bereich liegt bei etwa 550 m. Der Talunggletscher ist im Rückzug begriffen. Am unteren Gletscherende hat sich eine Moräne gebildet.